# Leptostylus asperatus
Leptostylus asperatus là một loài bọ cánh cứng trong họ Cerambycidae.